# Kỷ Statheros
Kỷ Statheros hay kỷ Cố Kết (Statherian, từ tiếng Hy Lạp: statheros, nghĩa là "cố kết", "ổn định") là kỷ địa chất thứ tư và là kỷ cuối cùng trong đại Cổ Nguyên Sinh. Nó kéo dài từ khoảng 1.800 triệu năm trước (Ma) tới khoảng 1.600 Ma. Thay vì dựa trên địa tầng, các niên đại này được xác định bằng địa thời học.
Trong kỷ này sự sống đơn bào phức tạp đầu tiên đã xuất hiện.
Kỷ này được đặc trưng trên phần lớn các lục địa hoặc là bằng các thềm lục địa mới hoặc là sự im lìm hóa cuối cùng của các dải gập nếp.
Siêu lục địa Columbia đã hình thành vào đầu kỷ này.